# Делфин, Габриэл
Габриэ́л Делфи́н Ферре́йра (порт.-браз. Gabriel Delfim Ferreira), более известный, как Габриэл Делфин (порт. Gabriel Delfim; Пустой шаблон {{ВД-Преамбула}} ), — бразильский футболист, вратарь клуба «Атлетико Минейро».

## Клубная карьера
Делфим — воспитанник клубов «Санту-Андре», «Португеза Сантиста» и «Атлетико Минейро». 7 ноября 2024 года в матче против «Атлетико Гояниенсе» он дебютировал в бразильской Серии A в составе последних.

## Достижения
Клубные
 «Атлетико Минейро»
- Победитель Лиги Минейро (2) — 2024, 2025